# M53 155mm自走砲
M53 155mm自走砲（M53 155mm Self-Propelled Gun）は、アメリカ合衆国の自走砲。155mm砲としてM48カノン砲を採用したため、M53 155mm自走カノン砲とされる場合もある。

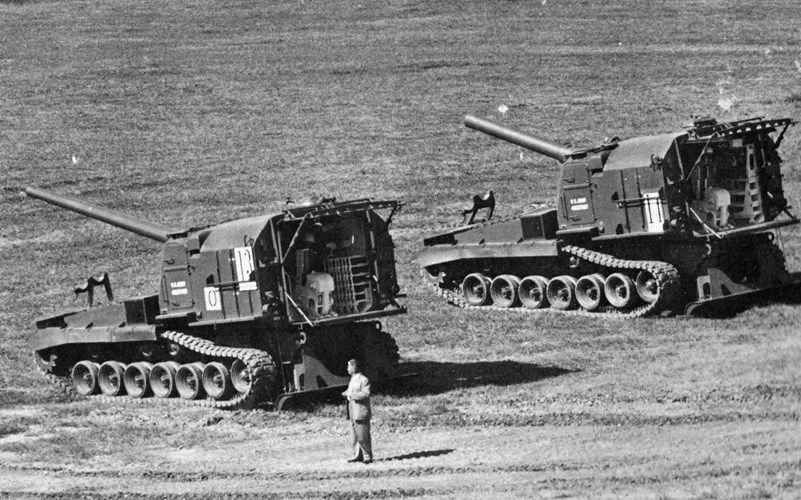
M53（左）とM55 203mm自走榴弾砲（右）

パットン戦車（M46、M47、M48）のコンポーネントを台車に用い、ゼネラルモーターズによって1952年より生産された。台車は前後を逆に用いたため、内部構造は逆向きに変更されている。
アメリカ海兵隊によりベトナム戦争で運用され、後にM109 155mm自走榴弾砲により更新された。NATO加盟国にも輸出されている。